# Ōkura
Ōkura (大蔵村?) è un villaggio giapponese della prefettura di Yamagata.